# Melozzo da Forlì
Michelozzo degli Ambrosi, dito Melozzo da Forlì, (Forlì, Itália, 1438; — Forlì, 8 de Novembro de 1494) foi um dos mais notáveis pintores da Renascença italiana e um dos mais famosos seguidores do estilo de Piero della Francesca.
Iniciou a carreira artística na corte de Urbino, uma das mais conhecidas e produtivas de toda a Itália. Aqui, desenvolveu o seu interesse pela pintura, estudando as obras do conhecido pintor Piero della Francesca, pintor pelo qual Melozzo tinha grande admiração.
Depois deste período de formação em Urbino, mudou-se para a cidade de Roma, um dos maiores centros artísticos de toda a Europa. Nesta cidade realizou um grande número de trabalhos, onde aplicou, inspirado por Andrea Mantegna, a expressão detalhista da luz e da perspectiva.
Com a sua carreira artística a bom ritmo, em 1484, trabalhou na decoração da Capela do Tesouro da Basílica de Loreto, pintando frescos, entre outros, onde aplicaria todo o seu conhecimento da perspectiva.